# Puszcza Mielnicka
Puszcza Mielnicka – południowopodlaski kompleks leśny rozciągający się na północ od Mielnika po Adamowo i Nurzec-Stację. Wschodnie obszary puszczy leżą na terytorium Białorusi. Puszcza Mielnicka jest pozostałością Puszczy Białowieskiej i ma nadal podobny do niej charakter. Na terenie puszczy znajduje się dużo źródlisk i strumyków oraz cztery rezerwaty. Żyją tu wilki (około 7 sztuk) i rysie. Zdarzały się przypadki obecności żubrów w puszczy (m.in. w okolicach Nurca-Stacji). Puszcza ta jest znana także z dużej ilości grzybów. Potencjalnie niebezpiecznym przedsięwzięciem dla puszczy jest planowane przejście graniczne między Polską a Białorusią w Koterce.